# Kammerschauspieler

Kammerschauspieler (abréviation ksch.) est un titre honorifique autrichien attribué par le président fédéral à des acteurs d'excellence.

## Titulaires réputés
- 1926 : Maria Mayen
- 1926 : Maria Mayer
- 1926 : Raoul Aslan
- 1926 : Willi Thaller
- 1955 : Josef Meinrad
- 1960 : Boy Gobert
- 1961 : Hans Moser
- 1962 : Ernst Deutsch
- 1963 : Annemarie Düringer
- 1967 : Johanna („Hannerl“) Matz
- 1968 : Michael Janisch
- 1970 : Sonja Sutter
- 1974 : Heinz Reincke
- 1979 : Blanche Aubry
- 1985 : Fritz Muliar
- 1986 : Michael Heltau (de)
- 1986 : Gertraud Jesserer
- 1986 : Erika Pluhar
- 1988 : Kurt Heintel
- 1989 : Fritz Hakl
- 1990 : Peter Weck
- 1992 : Helmuth Lohner
- 1997 : Robert Meyer
- 1998 : Gert Voss
- 1998 : Bibiana Zeller
- 2000 : Erni Mangold
- 2004 : Gerti Pall
- 2004 : Christiane Hörbiger
- 2005 : Kirsten Dene
- 2005 : Maresa Hörbiger
- 2005 : Martin Schwab
- 2006 : Peter Matić
- 2007 : Ernst Prassel
- 2008 : Ignaz Kirchner
- 2009 : Detlev Eckstein
- 2010 : Wolfgang Hübsch
- 2010 : Florian Liewehr (de)
- 2011 : Silvia Glogner (de)
- 2012 : Herbert Föttinger (de)
- 2013 : Heribert Sasse
- 2014 : Maria Bill
- 2015 : Regina Fritsch
- 2015 : Joseph Lorenz
- 2016 : Peter Simonischek
- 2016 : Johann Adam Oest (de)
- 2016 : Maria Happel
- 2017 : Sandra Cervik (de)
- 2017 : Michael Maertens (de)
- 2017 : Nicholas Ofczarek
- 2017 : Felix Dvorak (de)
- 2017 : Erwin Steinhauer
- 2017 : Johannes Krisch
- 2019 : Lotte Ledl